# Bouktenga
Bouktenga est une localité située dans le département d'Ourgou-Manéga de la province de l'Oubritenga dans la région Plateau-Central au Burkina Faso.

## Géographie
Bouktenga se trouve à environ 10 km à l'est de Manéga et à environ 30 km au nord-ouest de Ziniaré, le chef-lieu provincial.

## Santé et éducation
Le centre de soins le plus proche de Bouktenga est le centre de santé et de promotion sociale (CSPS) de Manéga tandis que le centre médical avec antenne chirurgicale (CMA) de la province se trouve à Ziniaré.
Le village possède une école primaire publique.